# Новгородська республіка
65°54′40″ пн. ш. 49°15′47″ сх. д. / 65.911° пн. ш. 49.263° сх. д.

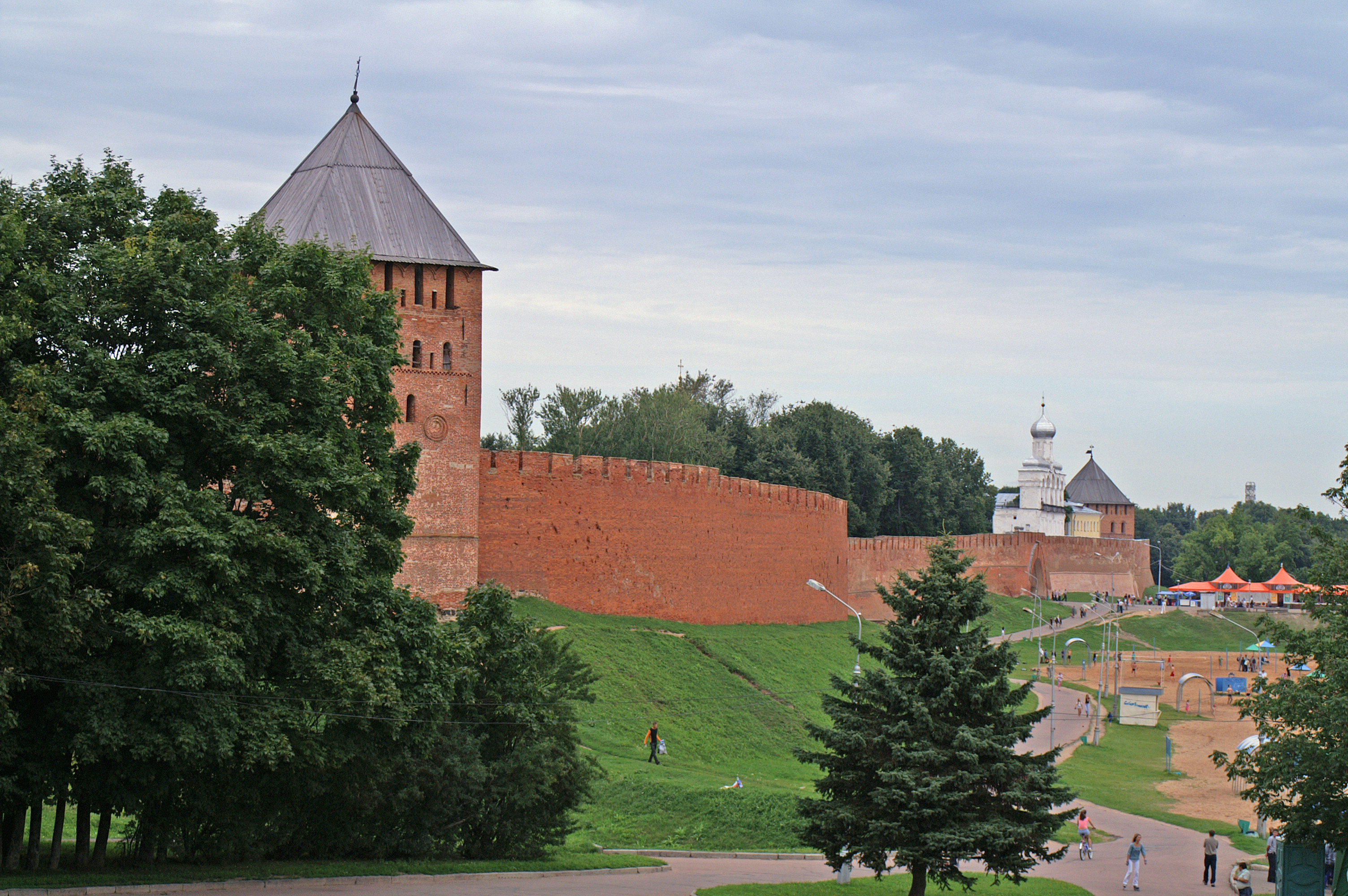
Стіни Новгородського кремля.

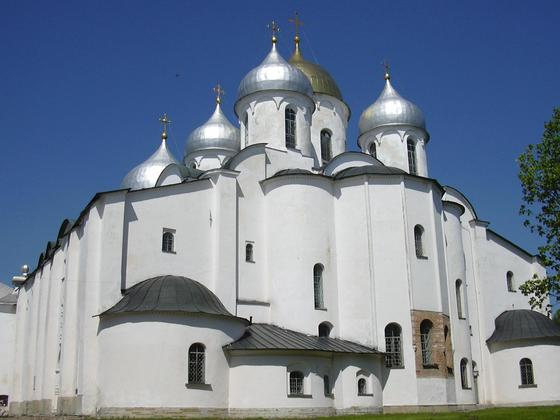
Софійський собор, один із символів Новгородської республіки

Новгоро́дська респу́бліка — держава на північному сході Європи, що існувала з 1136 по 1478 рік із центром у Великому Новгороді, правлячу верхівку якого складало велике боярство. У період найбільшого розквіту, крім власне Новгородської землі, включала також території від Балтійского моря на заході до Уральських гір на сході й від Білого моря на півночі до верхів'їв Волги та Західної Двіни на півдні.
1478 року внаслідок завоювання увійшла до складу Великого князівства Московського, населення Новгородської республіки було частиною предків сучасних росіян.

## Становлення та зростання
Тенденції до відокремлення від Києва у Новгороді Великому — столиці Новгородської республіки — виявилися вже на початку XI століття. Їхнім виразником було новгородське боярство, підтримане міським населенням, зобов'язаним платити данину та поставляти війська для походів київського князя. На початку XII століття Новгород уже починає запрошувати князів без узгодження з київським великим князем. У 1136 році боярство й купецька верхівка Новгородської феодальної республіки, використавши широкий рух народних мас, домоглися політичної самостійності. Значні торгово-ремісничі посади існували в стародавніх новгородських містах — Старій Руссі, Ладозі, Торжці, Корелі, Орєшку, що мали політичне самоврядування та вважалися пригородами (васалами) Великого Новгорода.
У XII–XIII століттях до складу Новгородської республіки входив Псков, що став відокремлюватися від Новгорода з середини XIII століття. Юридично його незалежність від Новгорода було визнано Болотовським договором 1348 року. У XII–XIII століттях відбувалося розширення території Новгородської феодальної республіки у східному та північно-східному напрямку. Освоювалися Обоніжжя, Подвиння, береги Білого моря. Югорські ж племена, що жили на Північному Уралі, сплачували данину Великому Новгороду. Північні володіння, багаті на хутро, морського звіра, рибу, сіль та інше, мали велике економічне значення для Новгородської феодальної республіки.

## Політичний устрій
Вищим органом влади Новгородської республіки було віче, на яке могло збиратися як міське, так і вільне сільське населення. Воно обирало з середовища боярства посадника, тисяцького і навіть архієпископа (з 1156 року). Віче часто перетворювалося на арену гострої політичної боротьби, фактична влада перебувала в руках боярства. На чолі виконавчої влади стояв архієпископ, найбільший новгородський феодал, до якого перейшла значна частина земель та доходів київського князя. У його веденні перебували скарбниця, зовнішні відносини Новгородської феодальної республіки, право суду та деякі інші питання. У політичних справах брало участь також торгово-ремісниче населення Великого Новгорода, що мало свої об'єднання — «кончан» (мешканців «кінців» міста), «уличан» (мешканців вулиць), «сотень», у тому числі купецьких.
З середини XII століття кончанські та уличанські старости стали скріплювати своїми печатками найважливіші державні грамоти Новгородської феодальної республіки. Новгородський князь запрошувався з інших князівств вічем, яке з ним укладало договір — «ряд». Договір захищав станові інтереси новгородських бояр. Функції князя в Новгородській феодальній республіці були обмеженими. Він був насамперед воєначальником. Його обмежили в праві на суд, перевели його резиденцію із центра міста («Дитинця») за місто (на Городище). З середини XIII століття, починаючи з князювання Олександра Невського, титул князь новгородський зазвичай носили великі князі володимирські.

## Господарство

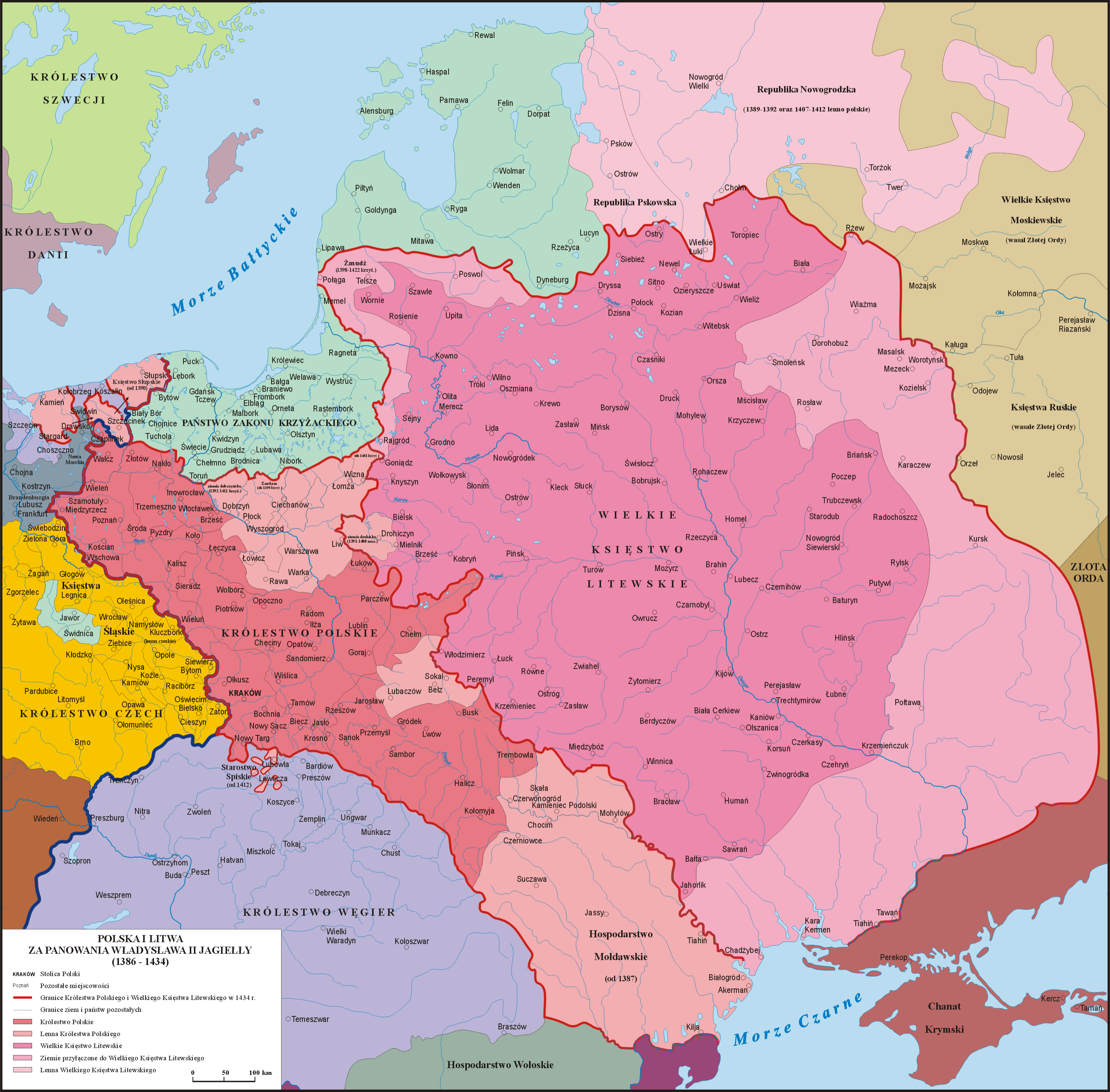
Республіка Новгорода як феодальне володіння литовського князя Лугвенія Ольгердовича 1389–1392 і 1401–1412

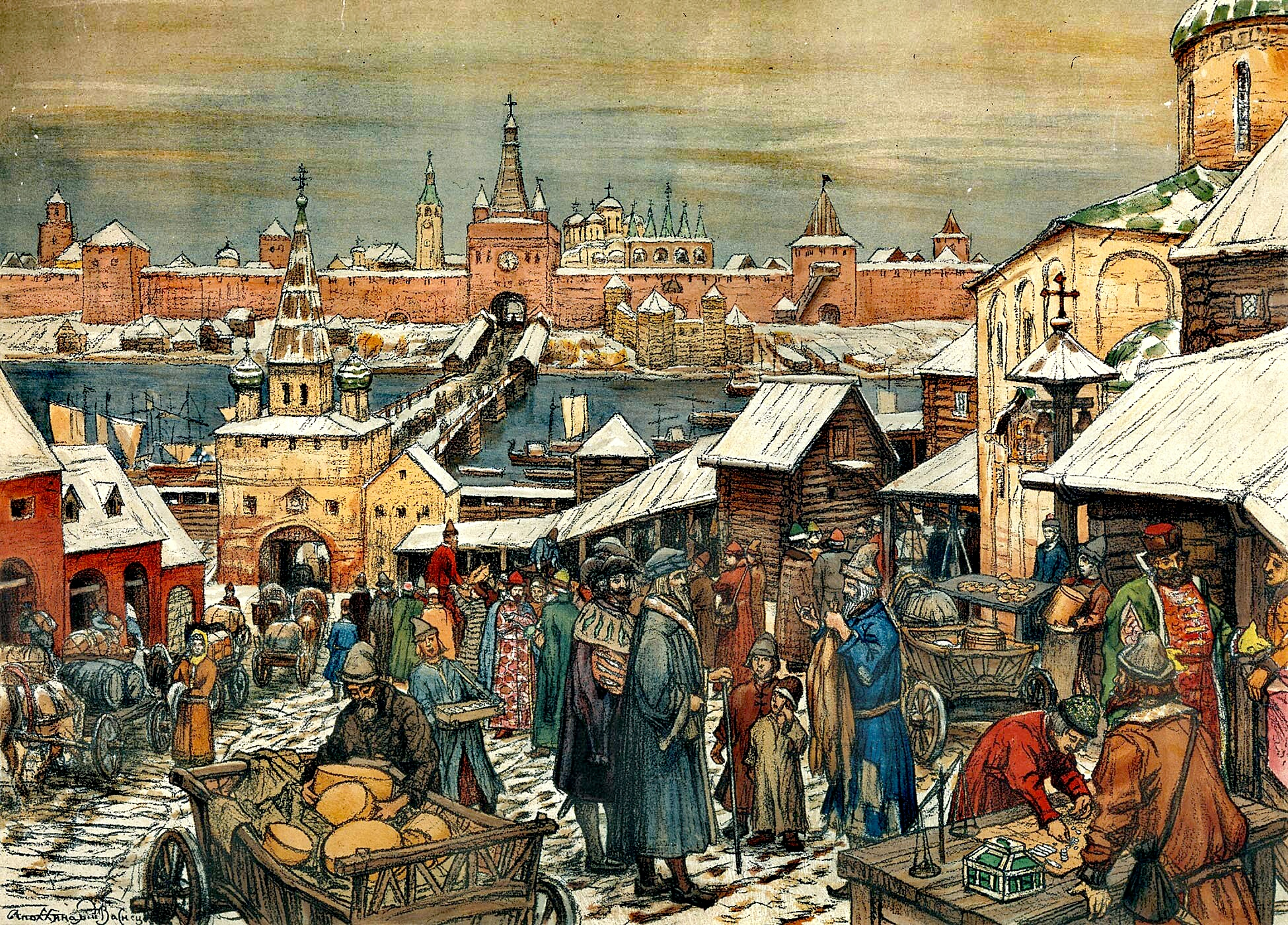
«Новгородський торг», картина Аполлінарія Васнецова

Основою господарства Новгородської республіки в XII–XV століттях були землеробство та скотарство. Широке поширення мали полювання, бортництво (збір меду), рибальство. У більшості районів промисли поєднувались із землеробством. Районами винятково промислового господарства були лише північно-західне узбережжя Білого моря та найвіддаленіші землі карелів і саамів. На узбережжі Фінської затоки добували залізо. У Старій Руссі та деяких інших місцевостях Новгородської землі займалися солеварінням. Важливе господарське значення мали льонарство та розведення хмеля. Продукти селянських промислів — хутро, віск, мед, риба, ворвань, сало, льон, хміль — значною частиною йшли на ринок, вивозилися до руських міст та за кордон. Новгородські купці вели торгівлю зі Швецією та з ганзейськими містами Німеччини і Данії. До XIV–XV століття 30—40 іменитих боярських родин зосереджували у своїх руках більше половини новгородських приватновласницьких земель. Величезні земельні володіння служили матеріальною базою, що забезпечувала політичне панування боярства.

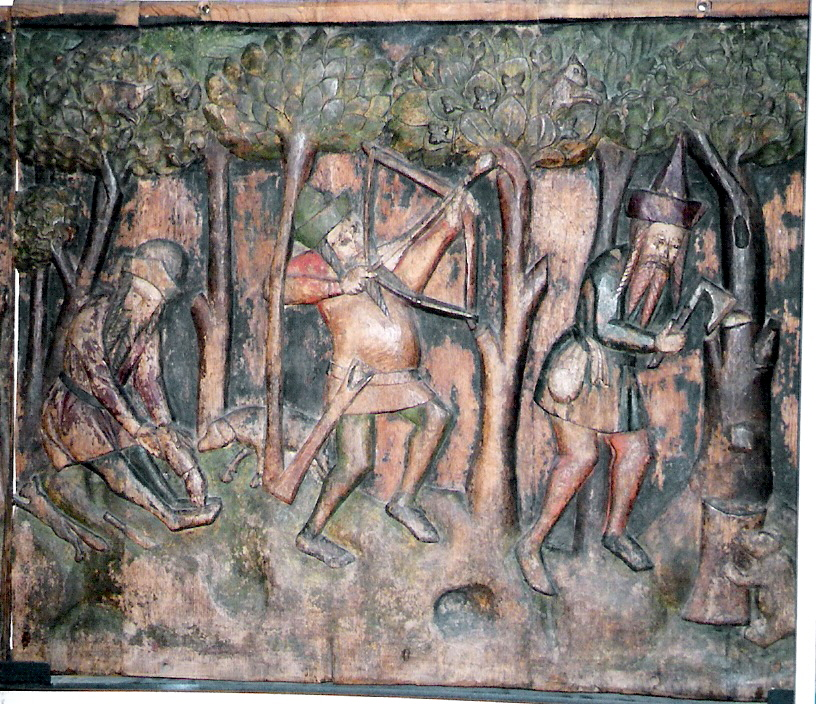
Мисливство і бджільництво в новгородських лісах. Рельєфне зображення новгородців середньовіччя на панелі лави церкви Святого Миколая в Штральзунді (1360—1370 рр.)

З боярами суперничав новгородський Будинок святої Софії — головна церковна установа Великого Новгорода. Його вотчини розташовувалися в економічно найрозвиненіших районах Новгородської землі. Великими землевласниками були привілейовані монастирі: Юр'їв, Арказький, Антоніїв та інші. Дрібнішими, ніж бояри, феодальними власниками були «житьї люди». Непривілейовані дрібні вотчинники називалися «своєземцями». В усіх категоріях феодального землеволодіння основною формою оподаткування безпосередніх виробників служила оброчна система. Власницьке господарство було невелике і обслуговувалося переважно холопами, кількість яких постійно скорочувалася. До другої половини XV століття поряд із натуральним оброком істотне значення стали здобувати грошові платежі. Однак процес розвитку товарно-грошових відносин торкнувся лише окремих сторін феодального господарства (переважно промислів). Феодали прагнули юридично прикріпити селян до землі. До початку XIV століття з середовища залежного селянства виділилися окремі категорії (давні люди, ополоники, поручники), які втратили право відходу від своїх власників. Бояри та монастирі прагнули обмежити право переходу селян інших категорій.
Розвиток феодальних відносин у Новгородській республіці супроводжувався безперервною внутрішньо суспільною боротьбою. Джерела відзначають близько 80 великих виступів городян, що нерідко виливалися в збройні повстання. Найбільші міські повстання (1136, 1207, 1228–1229, 1270, 1418, 1446–1447 років) охопили також і селянські маси. Втечі, відмова від сплати феодальних повинностей, окремі локальні виступи та інші форми антифеодального протесту були частим явищем XII–XV століть. У Новгородській землі виникли перші єресі.

## Культура

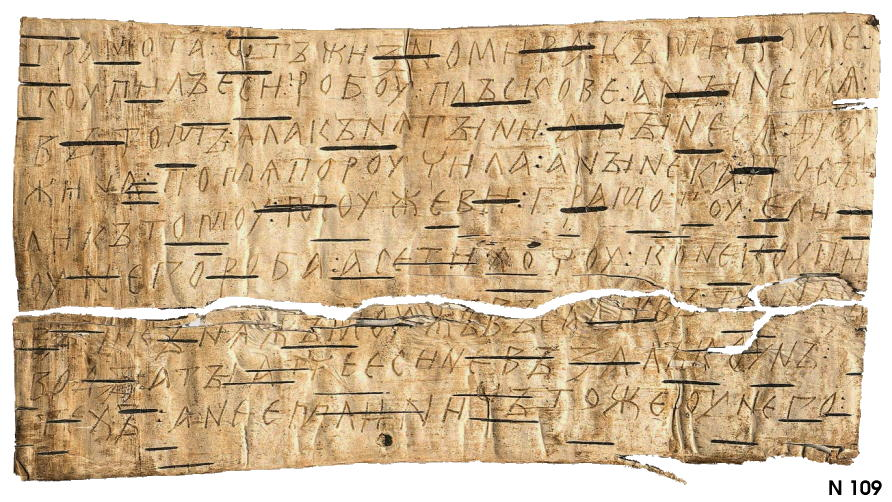
Берестяна грамота

Висока культура Новгородської республіки розквітла на основі культури, створеної в період розквіту Русі. У XII–XV століттях ця основа збагатилася місцевими самобутніми рисами, у яких відбилися особливості соціально-економічного та політичного розвитку Новгорода. Тут було складено билини про Василя Буслаєва та Садко (вочевидь, в XIV століття), що відобразили пору самостійності Новгорода, його багатство та велич. У цих та інших добутках усної поезії сильні мотиви побуту середньовічного торговельного міста. Серед населення, особливо серед боярства та купецтва, значного поширення набула грамота. При розкопах у Новгороді було знайдено безліч берестяних грамот, у тому числі десятки грамот, що містять листування простолюду. Новгород був найбільшим центром літописання. Культура республіки стала частиною формованої у XII–XV століттях культури народності, яку пізніше назвуть російською.

## Боротьба із зовнішніми ворогами та занепад

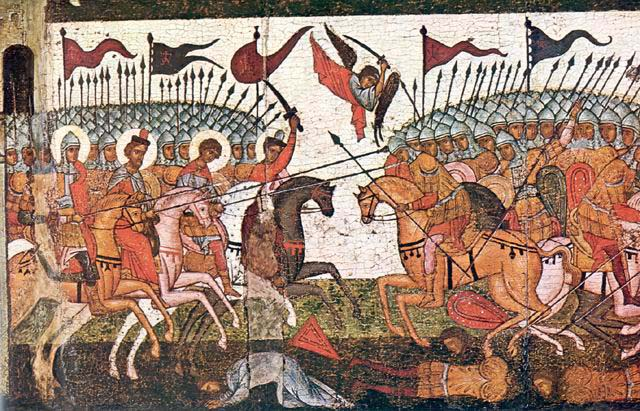
Битва новгородців із суздальцями 1170 року

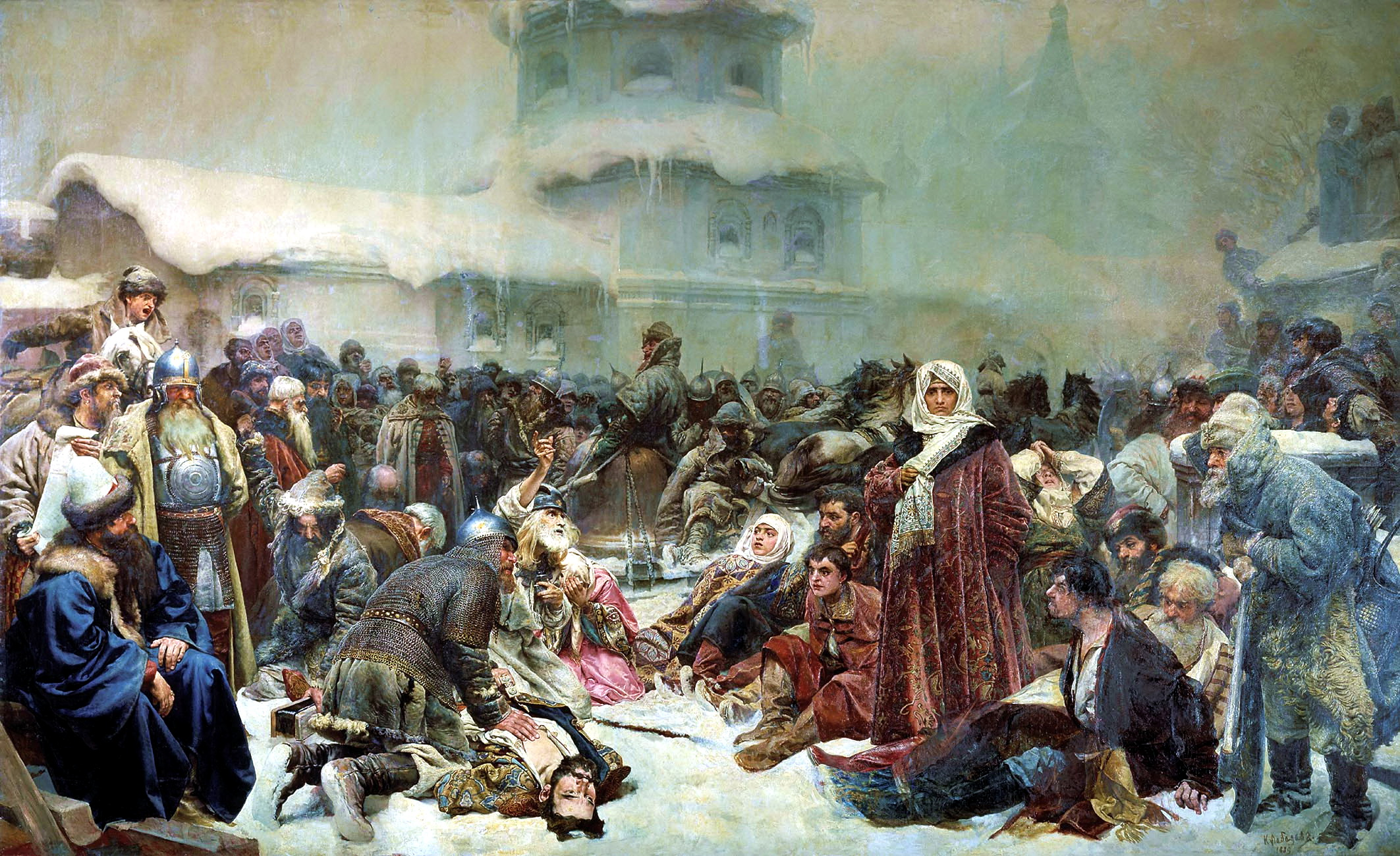
«Марфа Посадниця. Знищення новгородського віча.»
К. В. Лебедєв 1889

Новгородська республіка вела боротьбу з агресією шведських, а потім німецьких феодалів. Шведи з середини XII століття почали захоплення фінських земель, населення яких платило данину Новгороду. Німецькі феодали з кінця XII століття вели завоювання Прибалтики. З середини XII до середини XV століть Новгород змушений був 26 разів воювати зі Швецією та 11 разів з Ливонським орденом. Скориставшись монголо-татарською навалою, німецькі хрестоносці, данські та шведські феодали в 1240–1242 роках активізували агресивні дії, перенісши їх на територію Новгородської республіки. Але їхні походи закінчилися провалом (Невська битва (1240), Льодове побоїще (1242)). Військо Новгородської землі відбило й наступні походи шведів та німецьких феодалів. Новгородська земля не випробовувала жахів монголо-татарської навали, але Новгород визнав себе залежним від Золотої Орди та став платити ханам данину.
З XIV століття починаються спроби Твері, Москви й Литви підкорити Новгород своїй владі. Тверський князь Михайло Ярославович, ставши великим князем володимирським, надіслав у Новгород намісників без попередніх переговорів із новгородцями. Це штовхнуло Новгород до зближення з Москвою. Прагнули обмежити самостійність Новгородської республіки й Іван Калита, Семен Гордий та інші московські князі, що займали великокнязівський стіл. Гострий конфлікт між Новгородом та Москвою виник у 1397 році, коли Москва відторгла Двінську землю. Однак вже у 1398 році вона була повернута. Борючись проти утисків з боку московських князів, новгородський уряд шукав союзу з Литвою. До середини XV сторіччя Новгородська республіка, протидіючи московським князям, стала предметом заздрощів через переваги безпосередніх торгових зв'язків Новгорода з Ганзою та перешкодою на шляху процесу подальшої територіальної експансії Московії. Частина великого боярства, не бажаючи розставатися з політичними привілеями, домагалася переходу Новгорода під владу Великого князівства Литовського. Провідником цих поглядів боярства була так звана «литовська партія». У 1470 році з її ініціативи новгородці запросили на князювання з Литви князя Михайла Олельковича, новгородський уряд став вести переговори про союз із литовським великим князем Казимиром IV.
Питання про перехід у підданство до Литовської держави викликало в Новгороді значні хвилювання. Московська великокнязівська влада вміло використала у своїх інтересах загострені класові суперечності в Новгородській феодальній республіці та прагнення широких верств населення Новгородської землі до припинення феодальних усобиць. 1471 року московський князь Іван III звинуватив новгородців у зраді і оголосив війну Новгороду, після чого його війська і війська його союзника, Псковської республіки, рушили на Новгород. Перемога московських військ у битві на річці Шелоні 14 липня 1471 року визначила ліквідацію політичної самостійності Новгорода. У 1478 московська рать обложила Новгород, після чого відбулося остаточне включення Новгородської землі до Московського князівства. Велику частину новгородської політичної знаті (боярства) було вирізано цілими сім'ями, а більше половини купецьких сімей було вивезено до Московії. На їх місце були завезені купецькі сім'ї із підлеглих Московському князівству східних земель. Таким чином новгородську еліту було знекровлено. Новгородська феодальна республіка перестала існувати.
1510 року та сама доля спіткала і «союзника» Московії, Псковську вічову республіку.